# PalaVerdi
Il palazzetto dello sport "Celestino Sartorio", conosciuto come PalaVerdi, è un impianto sportivo della città di Novara. Dal 1992 è intitolato al dirigente sportivo novarese Celestino Sartorio.
Viene utilizzato per vari sport (basket, volley, hockey, pattinaggio artistico, calcio a 5) e per manifestazioni varie.
Nel 2015/16 usufruiscono del palazzetto le seguenti società:
- A.S.D. G.S.R. San Giacomo pattinaggio artistico
- Associazione Sportiva Dilettantistica “Accademia” di Pattinaggio Artistico;
- "Lega 5" di Calcetto UISP;
- Hockey Novara, squadre Under 13, Under 16, Under 20 e Serie B;
- Associazione Sportiva Dilettantistica “Gioca Pattinaggio” di Pattinaggio Artistico;
- Associazione Sportiva Dilettantistica “Zodiac” di Pattinaggio Artistico;
- Baseball Athletics Novara squadra under12 ;
- D.S. Danze;
- Regaldi Tennis Tavolo;
- Istituto Professionale Ravizza.[4]
- Basket College Novara LL A.S.D., squadra C Silver

Dal 16 al 22 settembre 2024 ha ospitato la Challenger Cup del Campionato mondiale di hockey su pista 2024.